# 피루브산 탈수소효소 키네이스 3
피루브산 탈수소효소 키네이스 3(영어: pyruvate dehydrogenase kinase 3, PDK3)는 사람에서 PDK3 유전자에 의해 암호화되는 효소이다. 피루브산 탈수소효소 리포아마이드 키네이스 동질효소 3, 미토콘드리아(영어: pyruvate dehydrogenase lipoamide kinase isozyme 3, mitochondrial)라고도 한다. PDK3는 피루브산 탈수소효소 키네이스(PDK)의 동질효소를 암호화한다. 피루브산 탈수소효소 복합체(PDC)는 피루브산이 아세틸-CoA 및 CO2로 전환되는 전체 과정을 촉매하는 미토콘드리아 다중효소 복합체이다. 피루브산 탈수소효소 복합체는 해당과정과 시트르산 회로 사이를 연결하기 때문에 포도당 대사의 조절을 담당하는 주요 효소 중 하나이다. 피루브산 탈수소효소(PDH)의 효소 활성은 인산화 및 탈인산화에 의해 조절되며, 인산화로 인해 PDH가 비활성화된다. 이 유전자에 의해 암호화된 단백질은 E1 α 소단위체의 인산화에 의해 PDH 복합체를 저해하는 4가지 피루브산 탈수소효소 키네이스 중 하나이다. 이 유전자는 주로 심장과 골격근에서 발현된다. 이 유전자에 대해 다른 동질형을 암호화하는 선택적 스플라이싱된 전사 변이체가 발견되었다.

## 구조
PDK3/L2 복합체의 구조가 밝혀졌으며 몇 가지 주요 특징이 있다. L2 도메인이 PDK3에 결합하면 PDK3에서 "교차 꼬리(cross-tail)" 입체구조를 유도하여 활성을 자극한다. C-말단 도메인에는 이러한 상호작용에 중요한 세 가지 중요 잔기인 Leu140, Glu170, Glu179가 있다. 구조적 연구에 따르면 L2 결합은 닫힌 입체구조 또는 ATP 뚜껑의 파괴에 의한 활성을 자극하여 생성물 저해를 제거하는 것으로 나타났다. PDK3 소단위체는 두 가지 입체구조 중 하나이다. 하나의 소단위체는 "열린(open)" 소단위체로 존재하고, 다른 소단위체는 "닫힌(closed)" 소단위체로 존재한다. 열린 소단위체는 표적 펩타이드가 활성 중심에 접근할 수 있는 곳이기 때문에 추정 기질-결합 틈에 가장 중요한 입체배치이다. 닫힌 소단위체는 이웃한 풀린 α 나선으로 인해 이 표적 펩타이드를 차단한다. 추가적으로, 하나의 PDK3 소단위체의 ATP 결합 루프는 열린 입체구조를 채택하는 데, 이는 활성 부위로의 뉴클레오타이드 로딩이 비활성 "사전 삽입()" 결합 모드에 의해 매개됨을 의미한다. 이 비대칭 복합체는 단일 L2 도메인의 결합이 피루브산 탈수소효소 키네이스(PDK) 소단위체 중 하나를 활성화하고 다른 소단위체는 비활성화하는 생리학적 상태를 나타낸다. 따라서 L2 도메인은 구조적 앵커 역할을 할 뿐만 아니라 PDK3의 촉매 주기를 조절하는 것으로 보인다.

## 기능
피루브산 탈수소효소 복합체(PDC)는 일반적인 대사에서 중심적인 역할을 하기 때문에 엄격하게 조절되어야 한다. 피루브산 탈수소효소 복합체 내에는 E1 성분에 인산화 부위인 3개의 세린 잔기가 있다. 이 인산화는 복합체를 비활성화시킨다. 사람에서는 PDK1, PDK2, PDK3, PDK4의 3가지 부위를 인산화하는 것으로 밝혀진 피루브산 탈수소효소 키네이스의 4가지 동질효소가 있다. PDK3 단백질은 주로 콩팥, 뇌, 고환에서 발견된다.

### 조절
중심 대사 경로의 중요한 단계의 주요 조절자로서 피루브산 탈수소효소 패밀리는 수많은 요인들에 의해 자체적으로 엄격하게 조절된다. PDK3는 PDK2 및 PDK4와 함께 퍼옥시좀 증식인자 활성화 수용체 델타 또는 베타(PPAR β 또는 Δ)의 주요 표적이며, PDK3는 이러한 수용체에 반응하는 5가지 요소를 가지고 있다.

## 같이 보기
- 피루브산 탈수소효소 키네이스 (PDK)
- 피루브산 탈수소효소 키네이스 1 (PDK1)
- 피루브산 탈수소효소 키네이스 2 (PDK2)
- 피루브산 탈수소효소 키네이스 4 (PDK4)

## 더 읽을거리
- Sugden MC, Holness MJ (Jul 2002). “Therapeutic potential of the mammalian pyruvate dehydrogenase kinases in the prevention of hyperglycaemia”. 《Current Drug Targets. Immune, Endocrine and Metabolic Disorders》 2 (2): 151–65. doi:10.2174/1568008023340785. PMID 12476789.
- Sugden MC, Holness MJ (May 2003). “Recent advances in mechanisms regulating glucose oxidation at the level of the pyruvate dehydrogenase complex by PDKs” (PDF). 《American Journal of Physiology. Endocrinology and Metabolism》 284 (5): E855–62. doi:10.1152/ajpendo.00526.2002. PMID 12676647. S2CID 12494500. 2019년 3월 8일에 원본 문서 (PDF)에서 보존된 문서.
- Baker JC, Yan X, Peng T, Kasten S, Roche TE (May 2000). “Marked differences between two isoforms of human pyruvate dehydrogenase kinase”. 《The Journal of Biological Chemistry》 275 (21): 15773–81. doi:10.1074/jbc.M909488199. PMID 10748134.
- Kolobova E, Tuganova A, Boulatnikov I, Popov KM (Aug 2001). “Regulation of pyruvate dehydrogenase activity through phosphorylation at multiple sites”. 《The Biochemical Journal》 358 (Pt 1): 69–77. doi:10.1042/0264-6021:3580069. PMC 1222033. PMID 11485553.
- Korotchkina LG, Patel MS (Oct 2001). “Site specificity of four pyruvate dehydrogenase kinase isoenzymes toward the three phosphorylation sites of human pyruvate dehydrogenase”. 《The Journal of Biological Chemistry》 276 (40): 37223–9. doi:10.1074/jbc.M103069200. PMID 11486000.
- Tuganova A, Boulatnikov I, Popov KM (Aug 2002). “Interaction between the individual isoenzymes of pyruvate dehydrogenase kinase and the inner lipoyl-bearing domain of transacetylase component of pyruvate dehydrogenase complex”. 《The Biochemical Journal》 366 (Pt 1): 129–36. doi:10.1042/BJ20020301. PMC 1222743. PMID 11978179.
- Spriet LL, Tunstall RJ, Watt MJ, Mehan KA, Hargreaves M, Cameron-Smith D (Jun 2004). “Pyruvate dehydrogenase activation and kinase expression in human skeletal muscle during fasting” (PDF). 《Journal of Applied Physiology》 96 (6): 2082–2087. doi:10.1152/japplphysiol.01318.2003. PMID 14966024. S2CID 13601849. 2019년 2월 25일에 원본 문서 (PDF)에서 보존된 문서.
- Blackshaw S, Harpavat S, Trimarchi J, Cai L, Huang H, Kuo WP, Weber G, Lee K, Fraioli RE, Cho SH, Yung R, Asch E, Ohno-Machado L, Wong WH, Cepko CL (Sep 2004). “Genomic analysis of mouse retinal development”. 《PLOS Biology》 2 (9): E247. doi:10.1371/journal.pbio.0020247. PMC 439783. PMID 15226823.
- Kato M, Chuang JL, Tso SC, Wynn RM, Chuang DT (May 2005). “Crystal structure of pyruvate dehydrogenase kinase 3 bound to lipoyl domain 2 of human pyruvate dehydrogenase complex”. 《The EMBO Journal》 24 (10): 1763–74. doi:10.1038/sj.emboj.7600663. PMC 1142596. PMID 15861126.
- Rual JF, Venkatesan K, Hao T, Hirozane-Kishikawa T, Dricot A, Li N, Berriz GF, Gibbons FD, Dreze M, Ayivi-Guedehoussou N, Klitgord N, Simon C, Boxem M, Milstein S, Rosenberg J, Goldberg DS, Zhang LV, Wong SL, Franklin G, Li S, Albala JS, Lim J, Fraughton C, Llamosas E, Cevik S, Bex C, Lamesch P, Sikorski RS, Vandenhaute J, Zoghbi HY, Smolyar A, Bosak S, Sequerra R, Doucette-Stamm L, Cusick ME, Hill DE, Roth FP, Vidal M (Oct 2005). “Towards a proteome-scale map of the human protein-protein interaction network”. 《Nature》 437 (7062): 1173–8. Bibcode:2005Natur.437.1173R. doi:10.1038/nature04209. PMID 16189514. S2CID 4427026.
- Tso SC, Kato M, Chuang JL, Chuang DT (Sep 2006). “Structural determinants for cross-talk between pyruvate dehydrogenase kinase 3 and lipoyl domain 2 of the human pyruvate dehydrogenase complex”. 《The Journal of Biological Chemistry》 281 (37): 27197–204. doi:10.1074/jbc.M604339200. PMID 16849321.
- Devedjiev Y, Steussy CN, Vassylyev DG (Jul 2007). “Crystal structure of an asymmetric complex of pyruvate dehydrogenase kinase 3 with lipoyl domain 2 and its biological implications”. 《Journal of Molecular Biology》 370 (3): 407–16. doi:10.1016/j.jmb.2007.04.083. PMC 1994203. PMID 17532006.
- Degenhardt T, Saramäki A, Malinen M, Rieck M, Väisänen S, Huotari A, Herzig KH, Müller R, Carlberg C (Sep 2007). “Three members of the human pyruvate dehydrogenase kinase gene family are direct targets of the peroxisome proliferator-activated receptor beta/delta”. 《Journal of Molecular Biology》 372 (2): 341–55. doi:10.1016/j.jmb.2007.06.091. PMID 17669420.
- Kato M, Li J, Chuang JL, Chuang DT (Aug 2007). “Distinct structural mechanisms for inhibition of pyruvate dehydrogenase kinase isoforms by AZD7545, dichloroacetate, and radicicol”. 《Structure》 15 (8): 992–1004. doi:10.1016/j.str.2007.07.001. PMC 2871385. PMID 17683942.